# Cypselurus callopterus
Cypselurus callopterus är en fiskart som först beskrevs av Albert Günther, 1866.  Cypselurus callopterus ingår i släktet Cypselurus och familjen Exocoetidae. IUCN kategoriserar arten globalt som livskraftig. Inga underarter finns listade i Catalogue of Life.